# 腌泡

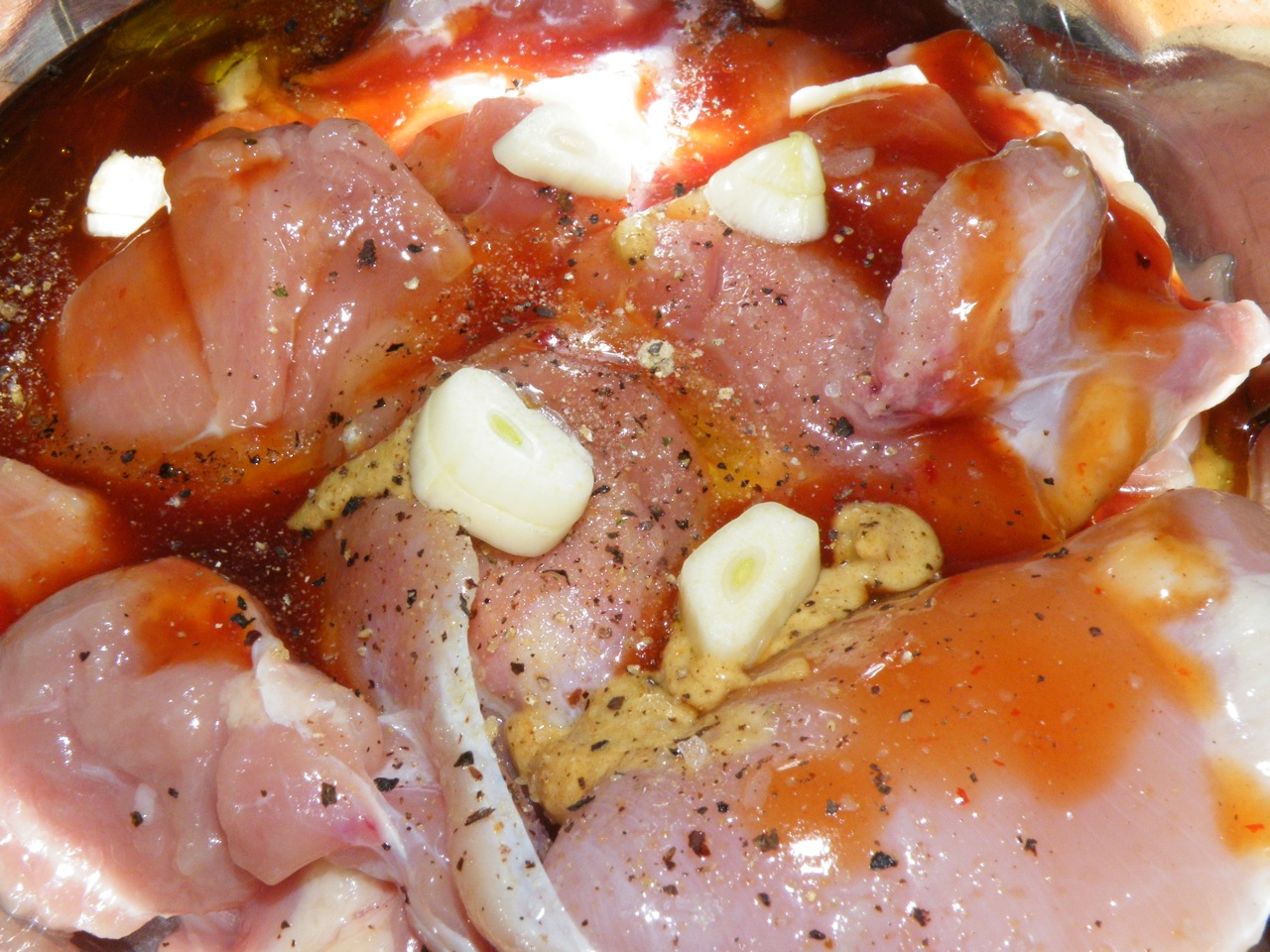
醃泡中的肉

醃泡（英语：Marination）是在烹调前把用拌有佐料的醃汁浸泡肉类。
醃泡的西班牙语為 marination ，这个词的来源于鹽水（brine，或者aqua marina，marine或者marina是“海水”的意思）。
醃泡通常用于给肉增添口味或者使肉质变嫩，因为醃汁中的酸和蛋白酶会分解肉类中的蛋白質。一般会醃制几十分钟或者几天。
酸性醃汁可用醋、葡萄酒或者柠檬汁调配。酶性腌汁可用菠蘿、番木瓜和奇异果调配。 醃汁中通常还会加入油、鹽、香料、蔥、薑、蒜等，根据所需的口味而定。如印度料理的醃汁中会加入印度的香料，中国菜的醃汁常会使用酱油。

## 腌泡的安全
生肉、生海鮮、生牛肉及家禽常帶有細菌，因此长时间腌泡往往在冰箱冷藏室中进行，以抑制细菌繁殖。腌汁（Used marinade）和生肉接触过之后会含有細菌，不可以再二度使用作為醬料 ，在煮沸杀菌前不能直接食用。如果要食用腌汁，必须另取新鲜的，或预先分出一份不接触生肉的。  腌泡不应使用含有重金属的容器（包含可能含鉛的陶瓷），因为重金属可能與酸性物質起化學反應使得离子会进入腌汁和肉，危害健康。因此腌泡往往在玻璃或安全塑料食品容器中进行。

## 另見
- 醉雞